# King of Aragon
King of Aragon'  is het derde studioalbum van de Zweedse muziekgroep Galleon. Het album verscheen in eerste instantie alleen op de Japanse markt als vervolg op hun EP At this moment in time. Die EP moest uitgebreid worden tot een geheel album en dat verscheen dan ook. De rest van de wereld moest tot 1999 wachten tot ze kon genieten van dit album. Daarbij was de trackvolgorde aangepast en bonusmateriaal sneuvelde.
De originele bandnaam van Galleon was Aragon.

## Musici
- Göran Fors – zang, basgitaar, toetsinstrumenten
- Dan Fors – slagwerk
- Micke Värn – gitaar, dwarsfluit
- Ulf Petterson - toetsinstrumenten

## Muziek
De teksten zijn van Micke Värn, de muziek van de band.

| Nr. | Titel                 | Duur  |
| --- | --------------------- | ----- |
| 1.  | King of Aragon        | 11:05 |
| 2.  | Crime wave            | 4:12  |
| 3.  | From square to circle | 11:59 |
| 4.  | Illusive exhibition   | 5:17  |
| 5.  | Fall of spring        | 6:13  |
| 6.  | Long lonely shadwos   | 10:29 |